# Szpiegowo
Szpiegowo – wieś w Polsce położona w województwie kujawsko-pomorskim, w powiecie lipnowskim, w gminie Dobrzyń nad Wisłą.

## Podział administracyjny
W latach 1975–1998 miejscowość administracyjnie należała do województwa włocławskiego.

## Demografia
Według Narodowego Spisu Powszechnego z 2011 roku, wieś liczyła 323 mieszkańców. Jest szóstą co do wielkości miejscowością gminy Dobrzyń nad Wisłą.